# Giuseppe Del Drago
Giuseppe Del Drago (Polignano a Mare, 3 settembre 1813 – Rutigliano, 17 marzo 1869) è stato un presbitero, teologo e patriota italiano.

## Biografia
Divenuto sacerdote nel 1837, si stabilì a Rutigliano, dove nel 1842 divenne canonico della Collegiata di Rutigliano.
Quando nel 1848 Ferdinando II delle Due Sicilie sciolse la camera da poco creata dopo la concessione della Costituzione, Del Drago si distinse tra i contestatori, perciò quando la Costituzione fu abolita definitivamente nel 1849 fu condannato a 26 anni ai ferri  per provocazione diretta all'agitazione degli abitanti del Regno ad armarsi contro l'autorità reale e a cambiare la forma di governo, associazione illecita senza vincolo di segreto e usurpazione di titoli e funzioni. Nello stesso anno però fu scelta per lui la via dell'esilio e con la nave David Sterwot fu portato in Inghilterra.
Nel 1860 tornato in Italia fu candidato come deputato nel primo Governo unitario, e venne eletto alla VIII legislatura del Regno d'Italia nel collegio di Acquaviva delle Fonti.
Dopo la morte di Cavour la sua elezione venne annullata a causa della mancata rinuncia ad essere canonico  e Del Drago si ritirò a Rutigliano, dove rimase fino alla morte nel 1869.